# فهرست منتقدان اسلام
انتقاد از اسلام از مراحل اولیه شکل‌گیری آن وجود داشته است. اولین انتقادات کتبی از سوی یهودیان و مسیحیان قبل از قرن نهم میلادی بود که اسلام را به عنوان یک بدعت مسیحیت، در نظر می‌گرفتند. همچنین برخی خداناباوران و مرتدان مانند ابن راوندی، انتقادات خود را مطرح کرده‌اند. حملات ۱۱ سپتامبر و دیگر حمله‌های تروریستی در اوایل قرن ۲۱، موجب برانگیخته شدن سوءظن و انتقاد از کل اسلام شده است و خواستار آن هستند که مسلمانان میانه‌رو تروریسم افراطی‌ها را محکوم کرده و از رادیکالیزه شدن و اسلام‌هراسی پیشگیری کنند.
موارد مورد انتقاد شامل اخلاقیات و اصالت قرآن و احادیث، همچنین زندگی محمد در حوزه‌های عمومی و شخصی‌ خود است. انتقاد دیگر مربوط به بسیاری از جنبه‌های حقوق بشر در جهان اسلام (در جوامع تاریخی و امروزی) از جمله برده‌داری، رفتار با زنان، گروه‌های ال‌جی‌بی‌تی و اقلیتهای مذهبی و قومی در قانون و عمل اسلامی است. مسائل مطرح در بحث و پرسش درباره اسلام بسیار پیچیده هستند و هر طرف دیدگاهی متفاوت درباره اخلاقیات، معنا، تفسیر و اصالت هر موضوع دارد.

## قرن بیستم و پیش از آن

### در تاریخ اسلام
- بشار بن برد؛ شاعر نابینای ایرانی‌تبار عراقی در قرن دوم هجری قمری بود که با گرایش به شعوبیه، عرب‌ها و عقاید آنان را مورد نکوهش و انتقاد قرار می‌داد. او در سال ۲۱۰ قمری با دستور خلیفه عباسی به اتهام زندقه کشته شد.[۲۵]
- ابوعیسی وراق؛ دانشمند خداناباور و مورخ ایرانی-عراقی در سده سوم قمری از منتقدان اسلام در آن دوران به‌شمار می‌رود.[۲۶]
- ابن راوندی؛ فیلسوف، متکلم و مورخ ایرانی در سال‌های ۲۱۰ تا ۲۵۰ هجری قمری بود که عالمان مسلمان او را از زنادیق و کفار دانسته‌اند.[۲۷][۲۸] او در آثارش مانند کتاب‌های دامغ و الزمرد، اسلام و پیامبری محمد را رد کرده‌است.[۲۹]
- محمد زکریا رازی؛ شیمی‌دان، فیلسوف و پزشک ایرانی در قرن سوم و اوایل قرن چهارم هجری؛ از نخستین شخصیت‌های علمی مشهور در جهان اسلام بود که عقاید دینی اسلامی مانند پیامبری محمد بن عبدالله را نقد می‌کرد. او در این زمینه، کتاب‌های «فی النبوات» و «فی حیَلِ المُتَنَبّین» را نوشت. رازی بر خلاف دیگر فلاسفه جهان اسلام، فلسفه و دین اسلام را دو مقوله جداگانه و ناسازگار می‌انگاشت.[۳۰][نیازمند منبع]

### در غرب
- دانته آلیگیری؛ شاعر و نویسنده ایتالیایی در قرون وسطایی بود که به انتقاد از اسلام پرداخته‌است. او در کتاب معروفش کمدی الهی به شرح دیدار خویش با پیامبر اسلام در دوزخ می‌پردازد که برخی از مسلمانان آن را اهانت‌آمیز تلقی کرده‌اند.[۳۱][۳۲][۳۳]
- ولتر؛ فیلسوف فرانسوی عصر روشنگری، نظر خود را دربارهٔ آنچه که «بی‌رحمی» محمد می‌دانست، ابراز می‌کرد و آن را ناشی از ریشه‌های خرافاتی و نبود روشنفکری می‌دانست.[۳۴]
- اتو فون بیسمارک؛ سیاستمدار و نخستین صدراعظم آلمانی قرن نوزدهم میلادی.[نیازمند منبع]
- در اواخر قرن ۱۹ و اوایل ۲۰ رویکرد جدید نقد تاریخی، رواج یافت که بر روی قرآن هم اعمال شد، و مدعی شد قرآن منشأ الهی ندارد. خاورشناسان و اسلام‌شناسانی چون ایگناز گلدزیهر و هانری کوربن دربارهٔ تأثیر آیین زرتشت بر روی آن، و برخی دیگر در مورد تأثیر یهودیت، مسیحیت و صابئین بر آن نوشتند.[۳۵]
- جان کوئینسی آدامز؛ سیاستمدار و ششمین رئیس‌جمهور ایالات متحده آمریکا، نوشت: «در قرن ۷ مسیحیت عربی سرگردان از تبار هاجر (یعنی محمد)، با ترکیب انرژی مافوق طبیعی تعصب و روحیه جعلی و دغل‌کار، خود را فرستاده‌ای از آسمان خواند، و ویرانی و توهم در بخش عظیمی از زمین گستراند.»[۳۶]
- الکسی دو توکویل؛ متفکر، سیاستمدار، حقوقدان و تاریخدان فرانسوی دربارهٔ اسلام گفت: «من بسیار قرآن را مطالعه کردم… با مطالعاتم به این نتیجه رسیدم که کمتر دینی در دنیا مهلک‌تر از دین محمد وجود داشته‌است.»[۳۶]
- هایله سلاسی؛ پادشاه اتیوپی از سال ۱۹۱۶ تا ۱۹۷۴، منتقد عقاید مسلمانان در این کشور بود.[نیازمند منبع]
- هیلر بلاک؛ نویسنده و تاریخدان انگلیسی-فرانسوی.[نیازمند منبع]
- جی کی چسترتون؛ روزنامه‌نگار، شاعر، رمان‌نویس و شاعر انگلیسی در اواخر قرن نوزدهم و ابتدای قرن بیستم میلادی.
- وینستون چرچیل؛ سیاستمدار و نخست‌وزیر بریتانیا در جنگ جهانی دوم، از تأثیر اسلام بر روی باورمندانش انتقاد می‌کرد. در کتاب سال ۱۸۹۹ چرچیل به نام جنگ رود، او «تعصب دیوانه‌وار، بی‌تفاوتی مصیبت‌آمیز، بردگی زنان و تلاش برای اجبار دین به دیگران به زور» را به مسلمانان نسبت داد.[۳۷]

## منتقدان معاصر

### بی‌خدایان
- میشل انفره؛ فیلسوف بی‌خدای فرانسوی، به اسلام و دیگر ادیان یکتاپرست می‌تازد، و از چیزی که «فاشیسم اسلامی» برخاسته از انقلاب اسلامی در ایران می‌نامد، انتقاد می‌کند. او آموزه‌های اسلامی را «ساختاری کهنه» می‌داند.[۳۸]
- کریستوفر هیچنز؛ نویسنده و روزنامه‌نگار بریتانیایی-آمریکایی.[نیازمند منبع]
- سم هریس؛ در کتاب پایان ایمان، استدلال می‌کند که تندروی اسلامی به سادگی ناشی از خوانش تحت‌الفظی قرآن است، و شک خود را نسبت به وجود اسلام میانه‌رو ابراز می‌کند.[۳۹]
- ریچارد داوکینز؛ نویسنده، دانشمند و زیست‌شناس بریتانیایی که پروفسور از دانشگاه آکسفورد است، با فعالیت‌های فرهنگی و نگارش کتاب‌های گوناگون همواره اعتقادات مسلمانان را مورد انتقاد قرار داده‌است.[۴۰][۴۱]
- خیرت ویلدرس؛ سیاستمدار هلندی برای اظهاراتش علیه اسلام و مسلمانان معروف است. او قرآن را با کتاب نبرد من هیتلر مقایسه کرده و خواستار ممنوعیت کامل آن در هلند شده‌است. او همچنین خواستار اسلام‌زدایی در هلند و منع کامل مهاجرت از کشورهای اسلامی است. ویلدرس فیلم جنجالی فتنه را با همراهی تئودور ون گوگ، کارگردان هلندی تهیه کرد که حاوی انتقادات تندی از اسلام بود.[۴۲]
- تئودور ون گوگ؛ کارگردان، فیلم‌نامه‌نویس و تهیه‌کننده مشهور هلندی بود که پس از انتقادات تندش از اسلامگرایان و ساخت فیلم جنجال‌برانگیز فتنه به دست یک مسلمان بنیادگرا به نام محمد بویری به قتل رسید.[نیازمند منبع]
- اوریانا فالاچی؛ روزنامه‌نگار سیاسی و نویسنده ایتالیایی مشهور بود که پس از حملات تروریستی ۱۱ سپتامبر به یکی از منتقدان جدی اسلام در اروپا بدل شد.[۴۳] او با نگاشتن کتاب‌های خشم و غرور و قدرت منطق، با انتقاد شدید از اسلام و اسلام‌گرایان، مهاجرت مسلمانان به اروپا را نیز خطر و تهدیدی برای تمدن غرب می‌دانست.[۴۴][۴۵]
- پت کاندل؛ کمدین و شخصیت اینترنتی انگلیسی که به واسطه ساخت فیلم‌های کمدی با محتوای انتقادی در یوتیوب مشهور است، فیلم‌هایی انتقادی علیه اسلام و عقاید مسلمانان ساخته‌است.[نیازمند منبع]
- بیل مار؛ بازیگر کمدی و شخصیت تلویزیونی مشهور آمریکایی[نیازمند منبع]
- داگلاس مورای؛ نویسنده و مفسر سیاسی نومحافظه‌کار بریتانیایی[نیازمند منبع]
- سامی الذیب؛ وکیل فلسطینی با تابعیت سوئیس، نویسنده بسیاری از کتاب‌ها و مقالات در مورد قوانین عربی و اسلامی.[۴۶]
- سینا دهقان[۴۷]

### مسلمانان پیشین

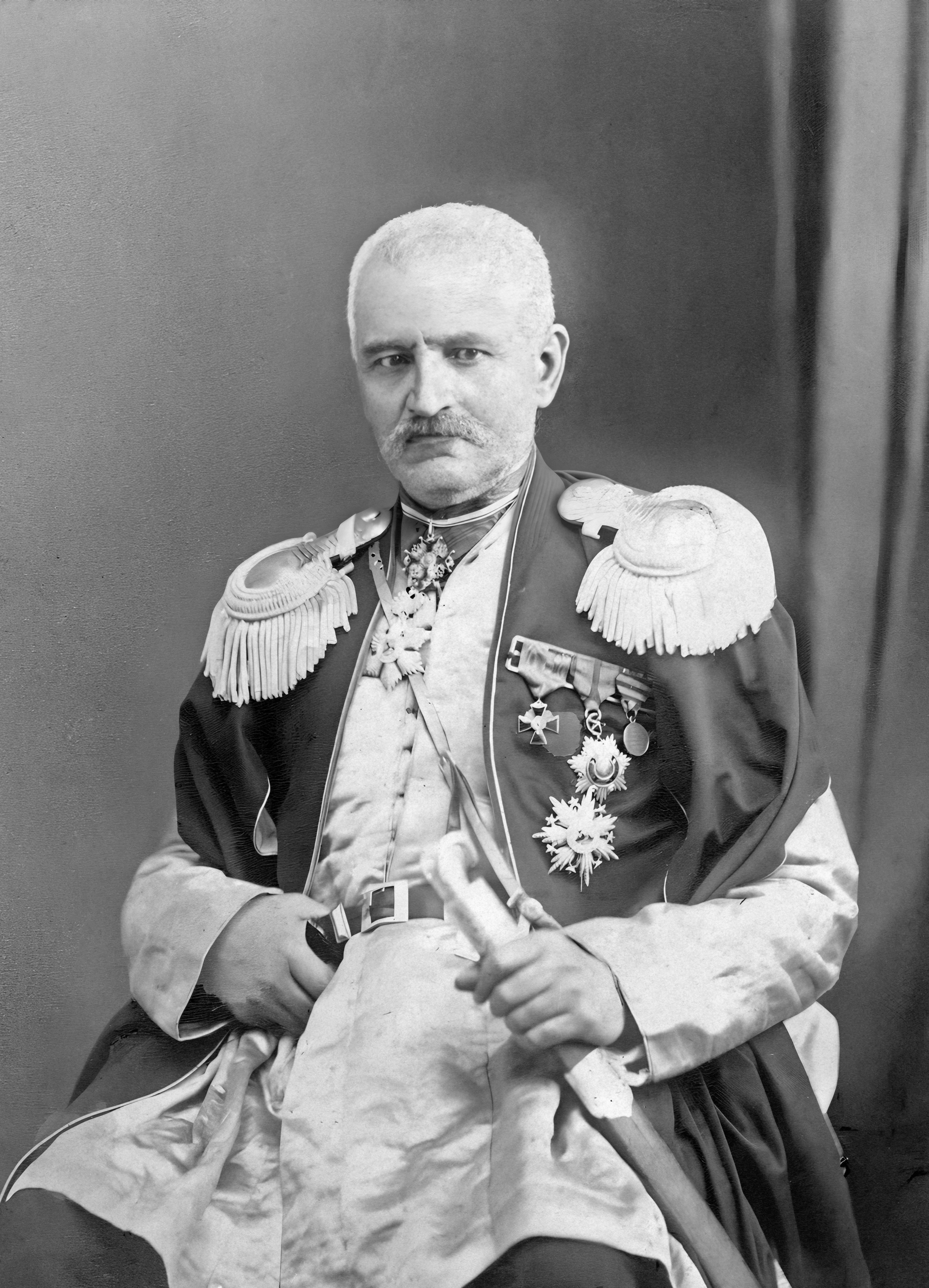
میرزا فتحعلی آخوندزاده از پیشگامان نوخواهی در ایران

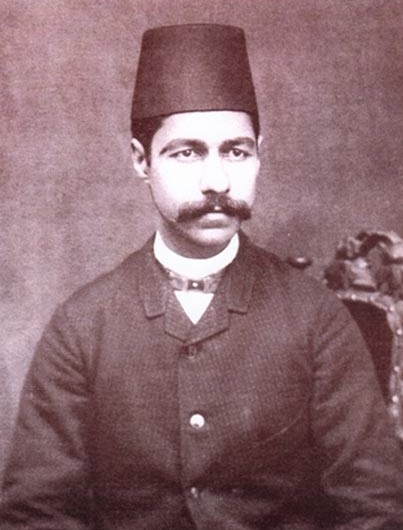
میرزا آقاخان کرمانی یکی از اثرگذاران دوره جنبش مشروطه

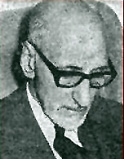
علی دشتی نویسنده

مسعود انصاری نویسنده

صادق هدایت نویسنده و یکی از پایه‌گذاران ادبی ایران

- میرزا فتحعلی آخوندزاده؛ نمایش‌نامه‌نویس ایرانی دوره قاجاریه بود. او با گرایش‌های ناسیونالیستی ایرانی‌اش در آثاری مانند مکتوبات کمال‌الدوله به نقد خرافات و عقاید دینی عرب‌های مسلمان می‌پردازد. اندیشه‌های او آغازگر مخالفت با اسلام و مذهب شیعه توسط روشنفکران بعد از خودش مانند میرزا آقاخان کرمانی بود.[۴۸]
- میرزا آقاخان کرمانی؛ روشنفکر، از شخصیت‌های اثرگذار در تاریخ معاصر ایران و مبارز سیاسی ناسیونالیست،[۴۹] منتقد سنت دینی اسلامی و خرافات دینی شیعیان به‌شمار می‌رفت و آن را مانعی برای پیشرفت می‌دانست.[۵۰]
- احمد کسروی؛ مورخ، نویسنده، زبان‌شناس و اندیشمند ایرانی بود. کسروی در ابتدا یک مسلمان و روحانی شیعه بود که این پیشه را کنار نهاده و پس از تحصیل و انجام مطالعات علمی، آثاری را در زمینه نقد مذاهب دین اسلام مانند شیعی‌گری، صوفی‌گری و بهائی‌گری نگاشت. او بعدها مروج آئینی تحت عنوان پاک‌دینی شد. افکار کسروی تأثیر زیادی بر نویسندگان منتقد دین پس از کشته‌شدن او نهاد.[۵۱]
- علی دشتی؛ روحانی شیعه پیشین ایرانی بود که سپس خِردگرایی را برگزید و آثاری در نقد و تحلیل دین اسلام نگاشت. اثر جنجالی بیست و سه سال نوشته دشتی است.[نیازمند منبع]
- مسعود انصاری؛ نویسنده، پژوهشگر تاریخی و مترجم ایرانیِ منتقد اسلام بود. او آثاری تاریخی و پژوهشی مانند الله اکبر، نگاهی نو به تاریخ اسلام، و محمد بن عبدالله و کوروش کبیر در زمینه نقد و بررسی دین اسلام و تاریخ آن نوشته‌است.[نیازمند منبع]
- شجاع‌الدین شفا؛ نویسنده، مترجم و پژوهشگر ایرانی بود. او آثاری همچون تولدی دیگر و از کلینی تا خمینی را نگاشت که دربردارنده محتوای انتقادی از ادیان ابراهیمی به ویژه اسلام و نیز عقاید شیعیان مانند ولایت فقیه هستند.[۵۲]
- علی میرفطروس؛ نویسنده و مورخ ایرانی که در آثار و نظرات خود از جمله در کتاب اسلام‌شناسی به نقد اسلام پرداخته‌است.[۵۳] او در کتاب برخی منظره‌ها و مناظره‌های فکری در ایران امروز، از روشنفکران دینی در ایران نیز انتقاد کرده و عقلانیت را به عنوان لازمه روشنفکری در تضاد با دین اسلام دانسته‌است.[۵۴]
- محمدرضا نیکفر؛ فیلسوف سیاسی و پژوهشگر ایرانی به نقد اسلام پرداخته و دین اسلام را دین تبعیض‌های دینی و جنسی می‌داند. نیکفر از منتقدان روشن‌فکری دینی است و پروژهٔ اصلاح دینی در اسلام را ممتنع و ناشدنی می‌داند؛ او در این باره گفته‌است که «شریعت اسلام فراموش‌شدنی است، نه اصلاح‌شدنی».[۵۵]
- رضا فاضلی؛ کارگردان و بازیگر ایرانی بود که پس از انقلاب ۱۳۵۷ ایران به تبلیغ و فعالیت سیاسی علیه حکومت جمهوری اسلامی ایران پرداخت و به یکی از منتقدان اسلام و روحانیت شیعه تبدیل شد.[نیازمند منبع]
- فرود فولادوند؛ بازیگر، کارگردان و صداپیشه ایرانی پیش از انقلاب و فعال سیاسی، مدیر و مجری تلویزیونی پس از آن بود که با راه‌اندازی شبکه‌های تلویزیونی ماهواره‌ای، برنامه‌هایی را در نقد تند از دین اسلام منتشر می‌کرد.[نیازمند منبع]
- احسان جامی؛ فعال سیاسی و مدنی ایرانی-هلندی است. او یک منتقد شناخته‌شده دین اسلام در کشور هلند است که تحت تدابیر امنیتی پلیس زندگی می‌کند.[۵۶]
- افشین علیان؛ حقوق‌دان، مدرس دانشگاه و نویسنده ایرانی-هلندی است که در نوشته‌هایش دیدی انتقادی نسبت به اسلام داشته و جایزه پیم فورتاین را به دلیل «شهامت و رک گویی» در اینباره دریافت کرده‌است.[۵۷]
- سلمان رشدی؛ نویسنده هندی-بریتانیایی است که کتاب معروف و جنجالی آیات شیطانی از جمله آثار او به‌شمار می‌رود.[نیازمند منبع]
- آیان حرصی علی؛ زن مسلمان پیشین سومالیایی‌تبار است که به هلند مهاجرت کرده‌است. وی با خروج از اسلام به انتقاد و فعالیت علیه این دین پرداخت. حرسی علی کتابی تحت عنوان کافر با محتوای انتقاد از اسلام و تبعیض علیه زنان در این دین نگاشته‌است.[نیازمند منبع]
- تسلیمه نسرین؛ نویسنده و شاعر بنگلادشی است. او پس از ترک دین اسلام، به طرفداری از فمنیسم روی آورده‌است.[نیازمند منبع]
- وفا سلطان؛ روان‌شناس سوری-آمریکایی است. او به دلیل انتقادات جنجالی‌اش از اسلام و محمد بن عبدالله مورد توجه قرار گرفته‌است.[نیازمند منبع]
- توران دورسون؛ نویسنده و پژوهشگر بی‌دین ترکیه‌ای، و روحانی پیشین شیعه بود که به دلیل انتقادات او، بیرون خانه‌اش در استانبول توسط اسلامگرایان ترک ترور شد.[نیازمند منبع]
- عزیز نسین؛ نویسنده، شاعر و طنزپرداز اهل ترکیه بود. او به آزادی بیان و حق انتقاد بدون چشم‌پوشی از اسلام معتقد بود و پس از صدور فتوای قتل سلمان رشدی، به ترجمه کتاب آیات شیطانی پرداخت.[نیازمند منبع]
- علی سینا؛ نویسنده ایرانی و منتقد سرسخت اسلام است که ضمن ترک کردن این دین، بنیاد آزادی ایمان جهانی را تشکیل داد.[نیازمند منبع]
- مصعب حسن یوسف؛ فرزند بنیان‌گذار حماس بود که در فلسطین با اتهام جاسوسی مواجه شد. او دین اسلام را ترک کرده و مسیحی شد.[نیازمند منبع]
- یحیی حسن؛ شاعر فلسطینی‌تبار در دانمارک است که به دلیل انتقاد از مسلمانان و عقاید آنان در اشعارش چندین بار مورد سوء قصد قرار گرفته‌است.[نیازمند منبع]
- حامد عبدالصمد؛ نویسنده مصری ساکن آلمان در کتاب‌های خود مانند فاشیسم اسلامی و محمد یک تسویه حساب دین اسلام و عقاید اسلامی را مورد انتقاد قرار داده‌است.[نیازمند منبع]
- زکریا آنانی؛ مسیحی باپتیست لبنانی و مسلمان مبارز پیشین است که بیان کرد «آیین اسلام چیزی جز کمین زدن و کشتار غیر مسلمانان، یهودیان و مسیحیان نیست».[نیازمند منبع]
- مجدی علام؛ روزنامه‌نگار و سیاست‌مداری مصری‌تبار در ایتالیا است که با انتقادات تند از اسلام‌گرایی شهرت پیدا کرد. او به مسیحیت کاتولیک گروید و اسلام را «ذاتاً خشونت‌آمیز» توصیف کرد.[۵۸]
- ابن وراق؛ نویسنده منتقد اسلام هندی-بریتانیایی و مؤسس بنیاد سکولاریزاسیون جامعه اسلامی است. ابن وراق به دلیل تفسیرهای متفاوت از اسلام به شهرت رسید و این نام مستعار را به دلیل جلوگیری از خطرهای امنیتی برای خود برگزید.[نیازمند منبع]
- انور شیخ؛ نویسنده پاکستانی‌تبار بریتانیایی است. او به هندوئیسم گروید و چندین کتاب در انتقاد از اسلام نوشت.[نیازمند منبع]
- مریم نمازی؛ فعال سیاسی-فرهنگی و کمونیست ایرانی است که در زمینه تلاش برای حقوق زنان و نیز مبارزه با اسلام‌گرایی و حکومت مذهبی ایران فعالیت می‌کند.[نیازمند منبع]
- شاهین نجفی؛ خواننده، ترانه‌سرا و آهنگساز ایرانی است که محتوای انتقادی برخی آهنگ‌هایش علیه مقدسات دینی اسلام و شیعیان، جنجال‌برانگیز شد.[۵۹][۶۰]
- عرفان خواجه؛ استاد دانشگاه فلسفه است و به عنوان عضوی از بنیاد سکولاریزاسیون جامعه اسلامی فعالیت می‌کند.
- مصطفی کمال آتاترک؛ رزمندهٔ جنگ استقلال ترکیه، دولت‌مرد، نویسنده و بنیان‌گذار جمهوری ترکیه بود. او از طرفداران سکولاریسم و ناسیونالیسم بود. (شاید دین‌ناباور)[۶۱][۶۲][۶۳][۶۴][۶۵][۶۶][۶۷][۶۸][۶۹][۷۰]

### بهائیان پیشین
- آرامش دوستدار؛ فیلسوف، نویسنده و روشنفکر خداناباور ایرانی است. دوستدار به دلیل ارائه نظریات انتقادی معروف دربارهٔ اسلام و فرهنگ دینی آن به شهرت رسید. او در کتاب امتناع تفکر در فرهنگ دینی که با واکنش‌ها و بحث‌های فراوان مواجه شد، فرهنگ اسلامی را مورد انتقاد قرار داده و دین‌ورزی را موجب بسیاری از مشکلات همچون عدم پرسشگری و تفکر می‌داند.[۷۱]

### منتقدان دیگر
- وی اس نی پال؛ نویسنده، و سفرنامه‌نویس هندی‌تبار و برنده جایزه نوبل ادبی و دارای نشان «شوالیه» بریتانیا، که اسلام را دینی استعمارگر می‌داند.[۷۲]

### مسلمانان منتقد (نقد درون‌دینی)
- عبدالکریم سروش؛ یک نواندیش و فیلسوف مسلمان ایرانی است که در بسیاری از زمینه‌ها به نقد و تجزیه و تحلیل دین اسلام پرداخته و برای رفع مشکلات جوامع اسلامی راه‌حل‌هایی ارائه کرده‌است.[نیازمند منبع]
- عبدالحسین زرین‌کوب؛ وی نویسنده اثر جنجالی دو قرن سکوت است که در آن به نقد، تجزیه و تحلیل حمله اعراب به ایران و قیام و مقاومت ایرانیان در برابر اعراب مسلمان می‌پردازد.[نیازمند منبع]
- نصر حامد ابوزید؛ قرآن‌شناس مصری و متفکر آزاداندیش مسلمان بود که به دلیل تفسیر هرمنوتیک از قرآن و رویکرد تازه در تحلیل تاریخ زندگی محمد با استفاده از آیات قرآن مشهور شد و از سوی عده‌ای از بنیادگرایان و سلفی‌ها همچون ایمن الظواهری مرتد و مهدورالدم شناخته شد.[۷۳]
- مصطفی ملکیان؛ فیلسوف و روشنفکر ایرانی است. او به دلیل نقد و تحلیل مسائل مرتبط با دین‌ورزی، مورد واکنش و انتقاد برخی از اسلام‌گرایان و روحانیان داخل ایران مواجه شده‌است.[۷۴][۷۵] ملکیان همچنین از منتقدان «روشنفکری دینی» است و اساساً روشنفکری را با دین اسلام در تعارض می‌داند.[۷۶]
- پروین دارابی؛ فعال ایرانی-آمریکایی، نویسنده و فعال حقوق زنان.[۷۷]